# Dicyclodes lissoscia
Dicyclodes lissoscia là một loài bướm đêm trong họ Geometridae.